# فرنسا ضد أيرلندا (ملحق كأس العالم 2010)
مباراة منتخب فرنسا ومنتخب إيرلندا في الدور الثاني من تصفيات أوروبا للتأهل إلى بطولة كأس العالم لكرة القدم 2010 في جنوب أفريقيا قد سميت من قبل وسائل الاعلام بيد الضفدع، يد هنري، أو يد الفرنسي قد حدث فيها جدل عندما أقيمت في 18 نوفمبر 2009 على ملعب فرنسا. انتهت المباراة بالتعادل الإيجابي 1-1 وتأهل منتخب فرنسا إلى بطولة كأس العالم لأنه سبق له الفوز في مباراة الذهاب على ملعب كروك بارك بارك بهدف نظيف. بعد نهاية المباراة اعترف قائد منتخب فرنسا تييري هنري لمدافع منتخب إيرلندا ريتشارد دن أن لمس الكرة بطريقة غير شرعية مما لتسجيل هدف فرنسا الوحيد في المباراة عبر ويليام غالاس في الدقيقة السابعة عشر من الوقت الإضافي.
الحادثة جعلت الاتحاد الأيرلندي لكرة القدم والحكومة الأيرلندية للتقدم بشكوى إلى الاتحاد الدولي لكرة القدم حول الظلم الذي حق بالمنتخب الوطني ولكن بعد يومين تم رفض الشكوى. بعدها طلب الاتحاد الأيرلندي المشاركة في بطولة كأس العالم كمنتخب ثالث وثلاثين. هنري كان يعتبر من قبل المشجعين لاعب نظيف وتم انتقاده كثيرا على الغش  الذي قام به وقارنوه بما فعله الأرجنتيني دييغو مارادونا سنة 1986 ووضعته مجلة تايم الأمريكية على أعلى قائمة الرياضيين الغشاشين. بدأ هنري في التفكير جديا في اعتزال اللعب الدولي بسبب ردة الفعل القوية على ما فعله بينما قرر الحكم السويدي للمباراة مارتن هانسون اعتزال مهنة التحكيم نهائيا.
ما حدث أثار الجدال هو مسألة اللعب النظيف في كرة القدم الذي يشجعه الاتحاد الدولي لكرة القدم في القيام به من خلال تقديم جائزتي اللعب النظيف للمنتخبات والأفراد. الحادثة أثارت مسألة استخدام الفيديو لمساعدة الحكام في القرارات الحساسة وهو ما يعارضه بشدة الاتحاد الدولي وقرر بدلا من ذلك زيادة عدد الحكام في الملعب واخضاعه للتجربة في بطولة دوري أوروبا. تم عقد اجتماع طاريء للجنة التنفيذية للاتحاد الدولي أعلن أنه سيدخل التكنولوجيا في مجال التحكيم ولكن ليس في بطولة كأس العالم المقبلة. تم تحويل موضوع هنري إلى لجنة تحقيق.

## الخلفية

### فرنسا وإيرلندا وكأس العالم
تعتبر بطولة كأس العالم أهم بطولة في مجال لعبة كرة القدم للرجال ونهائيات البطولة تقام في شهري يونيو ويوليو كل 4 سنوات. يتأهل 32 منتخب ويتنافسون على الحصول على كأس البطولة. حسب مصادر من الاتحاد الدولي لكرة القدم فقد شاهد المباراة النهائية لبطولة كأس العالم لكرة القدم 2006 بين إيطاليا وفرنسا 715.1 مليون شخص.
على مر السنين فإن طريقة لعب التصفيات تتغير. قبل سنة 1990 لم يسبق لمنتخب أيرلندا التأهل إلى بطولة كأس العالم بينما حقق منتخب فرنسا المركز الثالث مرتين في 1958 و1986. منذ 1990 فإن نتائج المنتخبين مذكورة في الجدول التالي :
| البطولة | المستضيف                | فرنسا                                             | فرنسا         | إيرلندا                                                                                      | إيرلندا             |
| البطولة | المستضيف                | التصفيات                                          | النهائيات     | التصفيات                                                                                     | النهائيات           |
| ------- | ----------------------- | ------------------------------------------------- | ------------- | -------------------------------------------------------------------------------------------- | ------------------- |
| 1990    | إيطاليا                 | لم يتأهل - احتل المركز الثالث في المجموعة الثالثة | -             | تأهل كونه أحد أفضل منتخبين احتلوا المركز الثاني                                              | الدور الربع النهائي |
| 1994    | الولايات المتحدة        | لم يتأهل - احتل المركز الثالث في المجموعة السادسة | -             | تأهل تلقائيا كونه وصيف المجموعة الثانية                                                      | الدور الثمن النهائي |
| 1998    | فرنسا                   | تأهل كونه المستضيف                                | البطل         | لم يتأهل - احتل المركز الثاني في المجموعة الثانية وعندما تأهل إلى الدور الثاني خسر من بلجيكا | -                   |
| 2002    | كوريا الجنوبية واليابان | تأهل تلقائيا كونه حامل اللقب                      | الدور الأول   | تأهل - احتل المركز الثاني في المجموعة الثانية فتأهل إلى الملحق القاري وتغلب على إيران        | الدور الثمن النهائي |
| 2006    | ألمانيا                 | تأهل كونه متصدر المجموعة الرابعة                  | المركز الثاني | لم يتأهل لاحتلاله المركز الرابع في المجموعة الرابعة                                          | -                   |

### تصفيات كأس العالم 2010

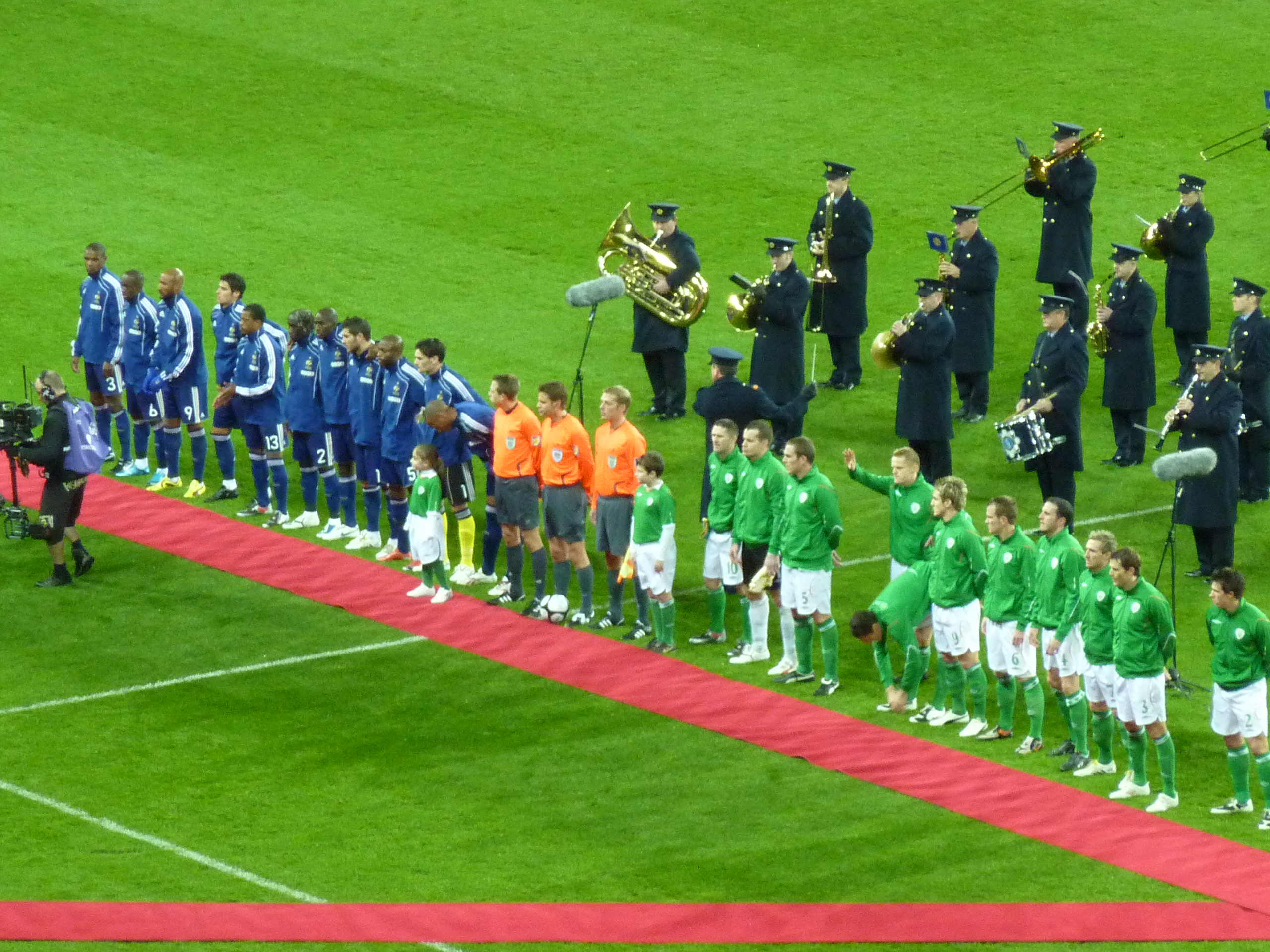
لاعبو منتخب فرنسا وإيرلندا مصطفان قبل بداية مباراة الذهاب على ملعب كروك بارك

أقيمت بطولة كأس العالم لكرة القدم النسخة التاسعة عشر في يونيو ويوليو 2010 على 10 ملاعب في جنوب أفريقيا. بدأت التصفيات في 2007 حيث بدأت فرنسا وإيرلندا التصفيات في قارة أوروبا مع 53 منتخب للتنافس على 13 بطاقة تأهل.
تقرر أن تكون طريقة التصفيات الأوروبية عبارة عن دورين حيث يتأهل أبطال المجموعات التسع مباشرة إلى بطولة كأس العالم بينما يتنافس أفضل 8 منتخبات احتلت المركز الثاني في المجموعات التسع على 4 بطاقات بطريقة المواجهة الثنائية بمباراتي ذهاب وإياب. كلا من فرنسا وإيرلندا فشلا في احتلال المركز الأول في مجموعتيهما السابعة والثامنة واحتلوا المركز الثاني وتأهلا إلى الدور الثاني.
أجريت قرعة الدور الثاني في زيوريخ 19 أكتوبر 2009. أعلن الاتحاد الدولي لكرة القدم في 29 سبتمبر 2009 عن طريقة جديدة للقرعة وشعرت العديد من المنتخبات باحتمال حدوث غش من جانب الاتحاد الدولي. تم تقسيم المنتخبات الثمانية إلى فئتين تضم كل منها 4 منتخبات حيث ضمت الفئة الأولى فرنسا، اليونان، البرتغال، وروسيا بينما ضمت الفئة الثانية إيرلندا، البوسنة والهرسك، سلوفينيا، وأوكرانيا. أوقعت القرعة أيرلندا في مواجهة فرنسا وتم اعتماد مباراة الذهاب في 14 نوفمبر 2009. تم اتهام الاتحاد الأوروبي لكرة القدم بتغيير طريقة قرعة الدور الثاني في منتصف التصفيات من أجل مصلحة المنتخبات الكبيرة وهي فرنسا والبرتغال في التأهل بدلا من المنتخبات الصغيرة.
في 18 نوفمبر أقيمت مباراة الإياب بين فرنسا وإيرلندا حيث استطاع تحقيق الفوز في مجموع المباراتين 2-1 والانضمام إلى منتخبات الجزائر، اليونان، سلوفينيا، البرتغال، والأوروغواي كآخر المتأهلين الإثني والثلاثين إلى بطولة كأس العالم.

## مباراتي الدور الثاني

### الملخص

#### مباراة الذهاب
| جمهورية أيرلندا | 0 – 1   | فرنسا             |
| --------------- | ------- | ----------------- |
|                 | التقرير | نيكولا أنيلكا 72' |

#### مباراة الإياب
| فرنسا             | 1 – 1 (وقت إضافي) | جمهورية أيرلندا |
| ----------------- | ----------------- | --------------- |
| ويليام غالاس 103' | التقرير           | روبي كين 32'    |

#### قواعد حسم التعادل
- المنتخب الذي يسجل أهداف أكثر في المباراتين يتأهل.
- المنتخب الذي يسجل أهداف أكثر خارج ملعبه يتأهل.
- يلعب وقت إضافي من 30 دقيقة مع احتساب قاعدة الأهداف خارج الملعب.
- ركلات الجزاء.

### حادثة اليد
حدثت لمسة اليد في الوقت الإضافي من مباراة الإياب حيث كان مجموع نتيجة المباراتين التعادل 1-1. نفذ فلورينت مالودا ركلة حرة مباشرة من على دائرة النصف الأيرلندي نحو قائده تييري هنري الذي ركض إلى داخل منطقة الجزاء على يمين الحارس الأيرلندي شاي غيفن واستلم الكرة وقام بتعديلها مرتين بيده اليسرى من أجل أن لا تخرج إلى خارج الملعب ثم عكسها بقدمه اليمنى نحو القائم الأقرب حيث وصلت إلى ويليام غالاس الذي سددها برأسه حيث اسكنها في الشباك الأيرلندية.
صفر الحكم مباشرة معلنا عن تسجيل هدف فرنسي فذهب هنري إلى خلف المرمى الأيرلندي للاحتفال بينما توجه غيفن إلى الحكم معترضا على قراره بينما ذهب مدرب منتخب أيرلندا جيوفاني تراباتوني إلى الحكم الرابع لابداء اعتراضه أيضا.
ذكرت هيئة الإذاعة البريطانية أن الحكم ومساعديه لم يشاهدوا الحادثة  بينما ذكرت قناة سكاي سبورت أن طاقم التحكيم لم يحتسب وجود لاعبين فرنسيين في مصيدة التسلل.

## وجبة نظر المشاركين في المباراة

### تييري هنري

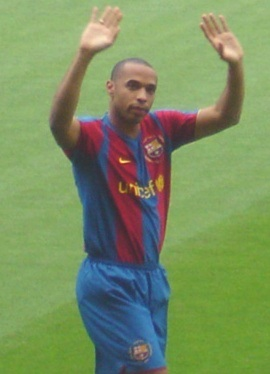
تييري هنري

قال هنري لصحفي بأنه لمس الكرة ولكنه ليس الحكم. سيباستيان سكيلاتشي كان متقدما وأن كنت خلف المدافعين الأيرلنديين والكرة كانت خادعة وضربت يدي. بالطبع واصلت اللعب لأن الحكم لم يصفر ولكنني لا استطيع القول أن الكرة لم تصطدم بيدي. ودافع هنري عن نفسه قائلا بأنه من الواضح أنني كنت أفضل أن تسير الأمور بطريقة مختلفة ولكنني لست الحكم. لا اعتقد بأننا سرقنا بطاقة التأهل.
بعدما رفض الاتحاد الدولي لكرة القدم شكوى الاتحاد الأيرلندي لكرة القدم أصدر هنري بيان رسمي قال فيه: (الحل الأكثر عدالة هو إعادة المباراة ولكن لست صاحب القرار. بطبيعة الحال أشعر بالحرج من طريقة تأهلنا وأشعر بشديد الأسف للايرلنديين الذين كانوا يستحقلون اللعب في جنوب أفريقيا. سأكرر ما قلته سابقا وهو أن الكرة لمست يدي ولكنني لم أغش ولم يسبق لي الغش. لقد كانت ردة فعل لا إرادية لكرة قادمة باتجاهي بسرعة في منطقة الجزاء. وني لاعب كرة قدم فإنني ليست لدي الرفاهية التي تمكنني من تقليل سرعة الكرة من أجل اتخاذ القرار المناسب. المشاهدون يشاهدون الإعادة البطيئة لما حدث وليس ما نواجهه نحو لاعبو كرة القدم. لو شاهد المشجعون اللقطة بالسرعة الطبيعية فإنهم سيتأكدون بأن اللقطة عبارة عن ردة فعل لا إرادية).
قال هنري أنه فكر في الاعتزال دوليا ولكن تم اقناعه بالعكس من قبل العائلة والأصدقاء  ثم انتقد الاتحاد الفرنسي لكرة القدم على عدم مساندته له بعدما حدث من جدال، ندم هنري على الاحتفال بتسجيل الهدف وعلى عدم أخباره الحكم بأنه أخطأ، طالب هنري من رئيس الاتحاد الدولي لكرة القدم جوزيف بلاتر تقديم الدعم له بأنه عائلته تعرضت للتهديد جراء ما حدث.

### حكم المباراة
تم تعيين طاقم تحكيم سويدي للمباراة بقيادة مارتين هانسون حكما للساحة وبمساعدة فريدريك نيلسون وستيفان ويتبرغ.
قال هانسون لراديو سفيريجيس : (لا استطيع التعليق على المباراة ولكن الحياة تستمر. سأسير في وسط العاصفة كالعادة). في أول تصريح له بعد نهاية المباراة تحدث هانسون لصحيفة سيدوستران السويدية في 24 نوفمبر. على الرغم من أن الاتحاد الدولي لكرة القدم منعه من التصريح لوسائل الاعلام حتى انتهاء لجنة التحقيق إلا أن هانسون قال أنه إما خطئه أو خطأ المساعد. من خلال الرسومات التوضيحية فإن جريدة تايمز  أوضحت أن 3 لاعبين أيرلنديين كانوا يعترضون رؤية هانسون بينما كان الحارس الأيرلندي غيفن يعترض رؤية الحكم المساعد نيلسون. صرح هانسون بأنه قرر اعتزال التحكيم. في 21 يونيو وأثناء بطولة كأس العالم حيث قال هانسون أنه بعد المباراة جلس في غرفة تبديل الملابس وبكى واكتشفت مدى الخطأ الذي اقترفه.

### مدربا المنتخبين

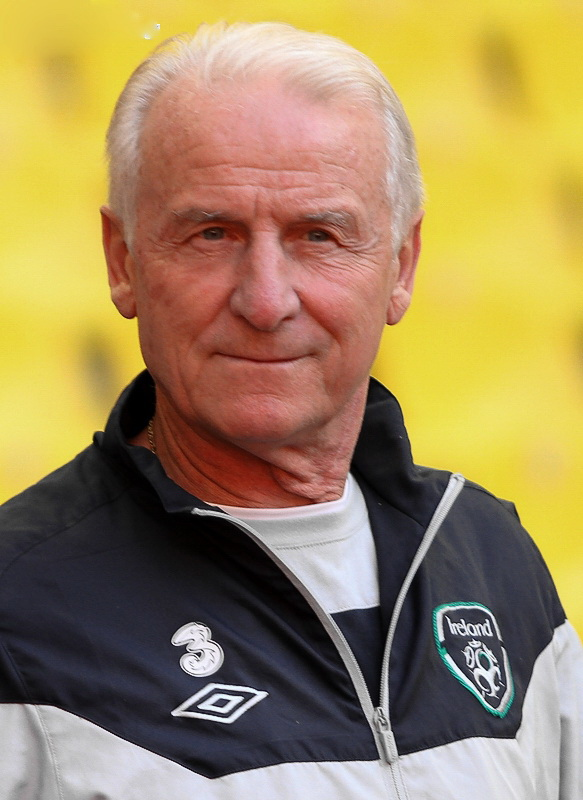
جيوفاني تراباتوني

صرح الإيطالي جيوفاني تراباتوني مدرب منتخب أيرلندا بأنه لا يلوم هنري أو يتوقع إعادة المباراة ولكن يعتقد أن الحادثة ستضغط كثيرا على الاتحاد الدولي لكرة القدم لاستخدام التكنولوجيا على خط المرمى وانتقد تراباتوني تعيين هانسون حيث كان يأمل في حكم أفضل وأقوى شخصية كما انتقد طريقة قرعة الدور الثاني.
قال مدرب منتخب فرنسا ريمون دومينيك بعد نهاية المباراة أنه حقق هدفه بالتأهل إلى بطولة كأس العالم والخسارة أمر مؤلم للجميع كما انتقد إدانة هنري بالغش  ثم انتقد لاعبي منتخب فرنسا السابقين إريك كانتونا وبيسنتي ليزارازو اللذان شككا في قدراته التدريبية.

### اللاعبون الآخرون

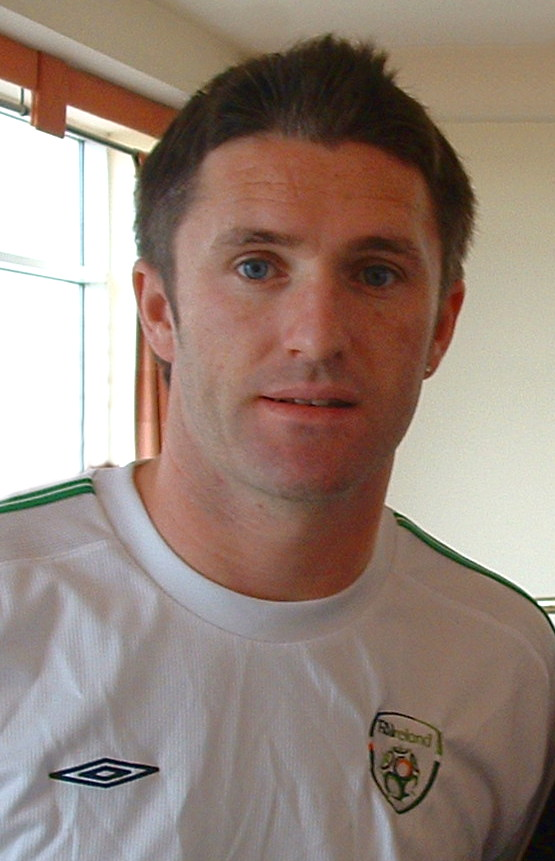
روبي كين

لام قائد منتخب أيرلندا ومسجل الهدف الوحيد روبي كين رئيسي الاتحادين الدولي والأوروبي على خروج منتخب بلاده من تصفيات كأس العالم مدعيا بأنهما سيكونان سعيدان بتأهل فرنسا بهدف مثير للجدل. وبعد البيان الرسمي الذي أصدره هنري شكره كين على مبادرته بالموافقة على إعادة المباراة لتعزيز اللعب النظيف.

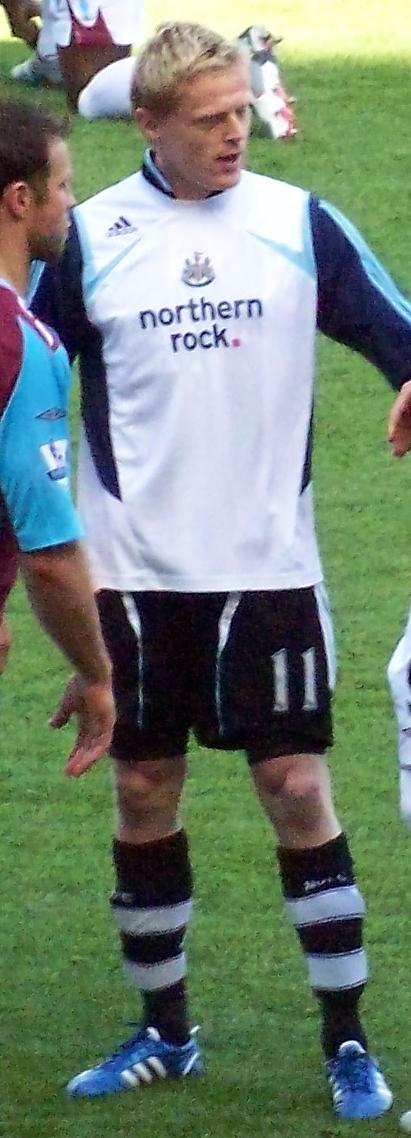
داميان داف

بشكل عام فإن اللاعبين الأيرلنديين لاموا الحكم وليس هنري حيث اعترف داميان داف  أنه سيقوم بمثل ما قام به هنري لو سنحت له الفرصة فيما تمنى شون سانت ليدجر أن يقع منتخب فرنسا في مجموعة الموت في بطولة كأس العالم ولكنه خائف من قدرته على تحقيق لقب البطولة.
لم يكن المدافع ريتشارد دن يعلم بما فعله هنري حتى حدثه في غرفة تبديل الملابس بعد نهاية المباراة. شاهد دون الحادثة لأول مرة في غرفة تبديل الملابس عبر حاسوب أحد زملائه كما تحدث عن تحطم قلبه مما عايشه في تلك الأمسية مما أدى إلى فقدانه الاهتمام في نتائج قرعة توزيع المنتخبات في بطولة كأس العالم وحتى مبارياتها عندما بدأت.
انتقد غيفن تصرف بلاتر معربا بأنه يفرك الجرح بالملح وأن تصريحه حول هنري يفوق المزحة  كما عبر عن شكوكه في تخطي هذه الحادثة حتى آخر يوم في حياته وعن هنري قال بأنه لا يعتبر ما فعله غش ولكنه غير شرعي.
انتقد دان عرض بلاتر في التعويض المعنوي بأنه كما لو سيأخذ ميكي وشكك في ذهاب روبي كين إلى مقر الاتحاد الدولي لأخذ جائزة معنوية  وأكد مجددا اعتقاده السابق وهو تصنيف المنتخبات إلى فئتين الذي يعتبر غير عادل وأن الاتحاد الدولي وقف غلى جانب فرنسا.

## الإجراءات المتخذة

### شكوى الاتحاد الأيرلندي
تقدم الاتحاد الأيرلندي لكرة القدم بشكوى رسمية إلى الاتحاد الدولي لكرة القدم على الاتحاد الفرنسي لكرة القدم بأن الحادثة اعترف بها طاقم التحكيم واللاعب نفسه ومراقب المباراة مستعينا بما حدث في تصفيات بطولة كأس العالم 2006 بين البحرين وأوزبكستان عندما حدث خطأ فني حيث دخل مهاجم إلى داخل منطقة الجزاء عند تنفيذ ركلة الجزاء وتم احتساب الهدف ونتج عنه إعادة المباراة. قال المدير التنفيذي في الاتحاد الأيرلندي جون ديلاني أن الأمر منوط إلى المسئولين لاقرار مباديء اللعب النظيف فيما رد عليه رئيس الاتحاد الفرنسي جان بيير إيسكاليت بأنه عليه أن يتخذ نهج فلسفي لهذه المباراة.
في 20 نوفمبر رفض الاتحاد الدولي طلب إعادة المباراة مصرحا إلى الاتحاد الأيرلندي بأنه لا يمكن تغيير نتيجة المباراة والمباراة لا يمكن إعادتها حسبما ذكر في قوانين المباريات أن قرارات الحكام ومساعديه نهائية.
بعد تصريح الاتحاد الدولي وهنري ناشد الاتحاد الأيرلندي نظيره الفرنسي في التمسك بمباديء اللعب النظيف والضغط على الاتحاد الدولي لإعادة المباراة ولكن الاتحاد الفرنسي أشفق على حال نظيره الأيرلندي ورفض إعادة المباراة مما جعل الاتحاد الأيرلندي يشعر بالإحباط.

### طلب الاتحاد الأيرلندي والبطاقة 33
بناء على طلب من الاتحاد الأيرلندي فقد وافق بلاتر على مقابلة وفد منه في زيوريخ استغرق 90 دقيقة في يوم الجمعة الموافق 27 نوفمبر. على الرغم من رفض إعادة المباراة إلا أن وفد الاتحاد الأيرلندي طالب أن يكون المنتخب الثالث والثلاثين في البطولة ورفع بلاتر طلبهم إلى اللجنة المختصة. في يوم الاثنين قال بلاتر بأنه يرفض الاقتراح الأيرلندي لأنه لو وافق على الاقتراح فإن عليه الموافقة على طلب كوستاريكا التي خرجت بفضل هدف من الأوروغواي كان مسجله في مصيدة التسلل. في 1 ديسمبر قال السكرتير العام للاتحاد الدولي جيروم فالك أنه من المستحيل قبول الطلب الأيرلندي. حسبما ذكرت جريدة غارديان الإنجليزية أن الاتحاد الأيرلندي كان مؤمنا برفض طلبه ولكنهم طلبوا من الاتحاد الدولي الأخذ بعين الاعتبار هذا الطلب في البطولة المقبلة 2014.
الاقتراح الأيرلندي تضمن عدم تغيير قوانين القرعة في منتصف التصفيات، استخدام التكنولوجيا، توقيع عقوبات أكثر صرامة على اللاعبين الذين لا يتقيدون بقاعدة اللعب النظيف، وقيام الاتحاد الدولي باصدار تصريح بأنه سوف لن يقوم بالتغاضي عن انتهاكات القوانين مشيرين إلى تصريح بلاتر حول بيان هنري. الاتحاد الأيرلندي صرح بأنه لم يطلب توقيع أي عقوبة على هنري.
غضب ديلاني من كشف بلاتر ما تم الاتفاق عليه سريا واشتكوا على السكرتير العام بأنه لم يقم باحترام بلادهم وأن مناقشة ادراج منتخب أيرلندا كمنتخب ثالث وثلاثين استغرق دقيقة أو دقيقتين فقط وأكد الاتحاد الأيرلندي أنه لم يطلب خطيا ادراجه كمنتخب ثالث وثلاثين.
قدم بلاتر اعتذاره للاتحاد الأيرلندي في 2 ديسمبر حول موضوع المنتخب الثالث والثلاثين. بعد ما حدث قال جون ديلاني وصف الاتحاد الدولي بأنه أكبر الخاسرين في مسألة الجدال.

### جوزيف بلاتر

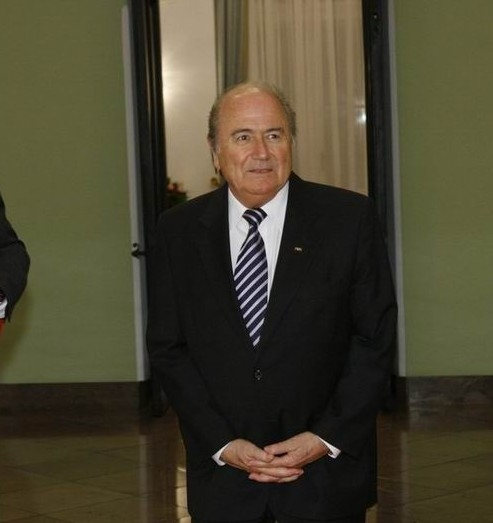
جوزيف بلاتر

تعرض رئيس الاتحاد الدولي لكرة القدم جوزيف بلاتر للانتقاد لرفضه التعليق على الحادثة وقام بأول تعليق لصحيفة ليكيب الفرنسية ثم أثناء افتتاح مؤتمر سوكيريس لكرة القدم في جوهانسبورغ يوم الأحد 29 نوفمبر. قال بلاتر أنه كان يتوجب على هانسون أن يأخذ وقته في التفكير وتذكر الحادثة وتحليلها بدلا من إطلاق صفارته مباشرة معلنا عن الهدف.